# Rosso Corsa
Le Rosso Corsa (littéralement « rouge de course » en italien) est la livrée nationale utilisée par les automobiles de courses italiennes en compétition internationale jusqu'à la fin des années 1960, date à laquelle est abandonnée la distinction de couleur par nationalité. Le triplet hexadécimal de la teinte exacte est D40000.

## Galerie

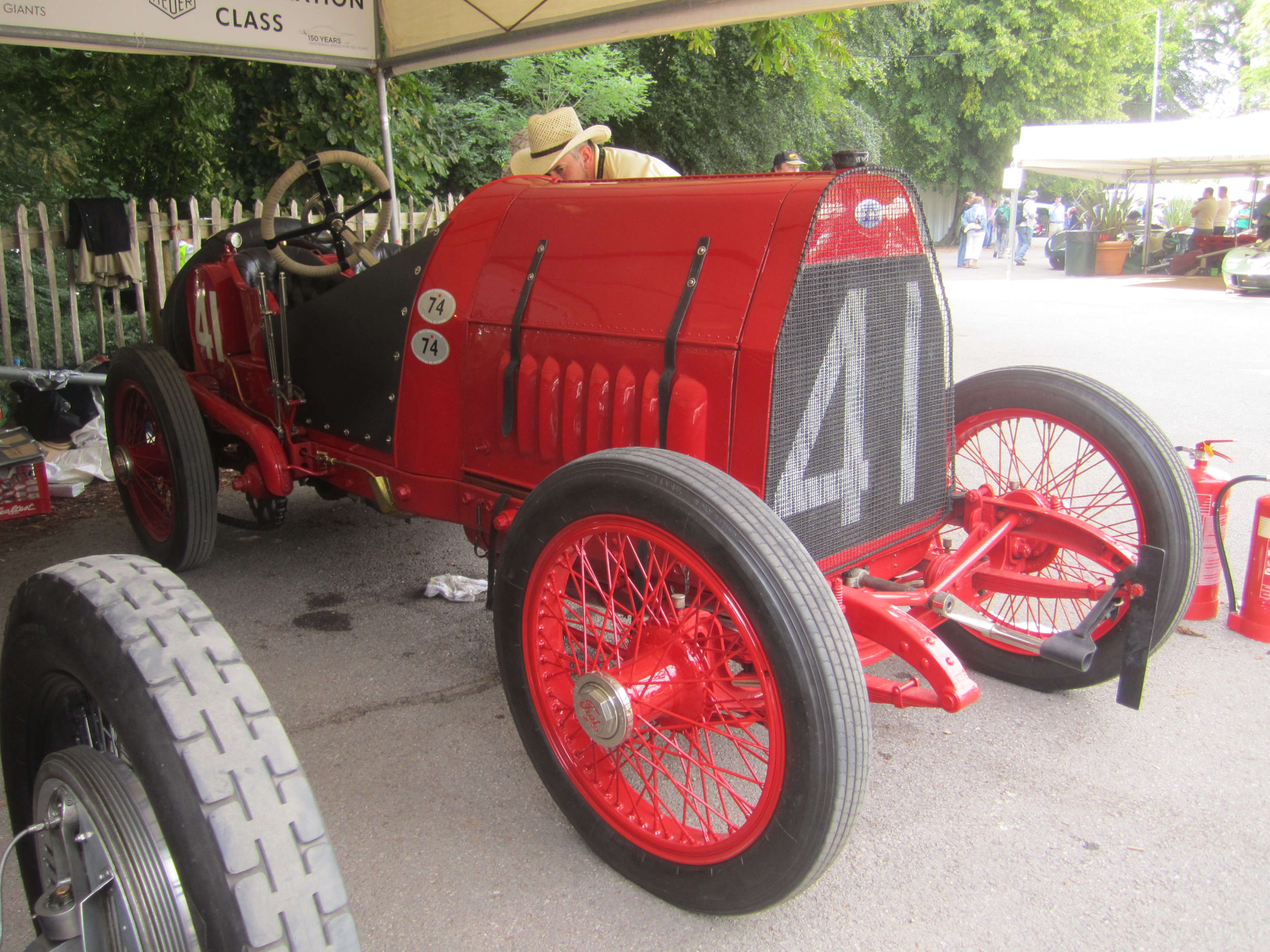
Fiat S74, 1911.
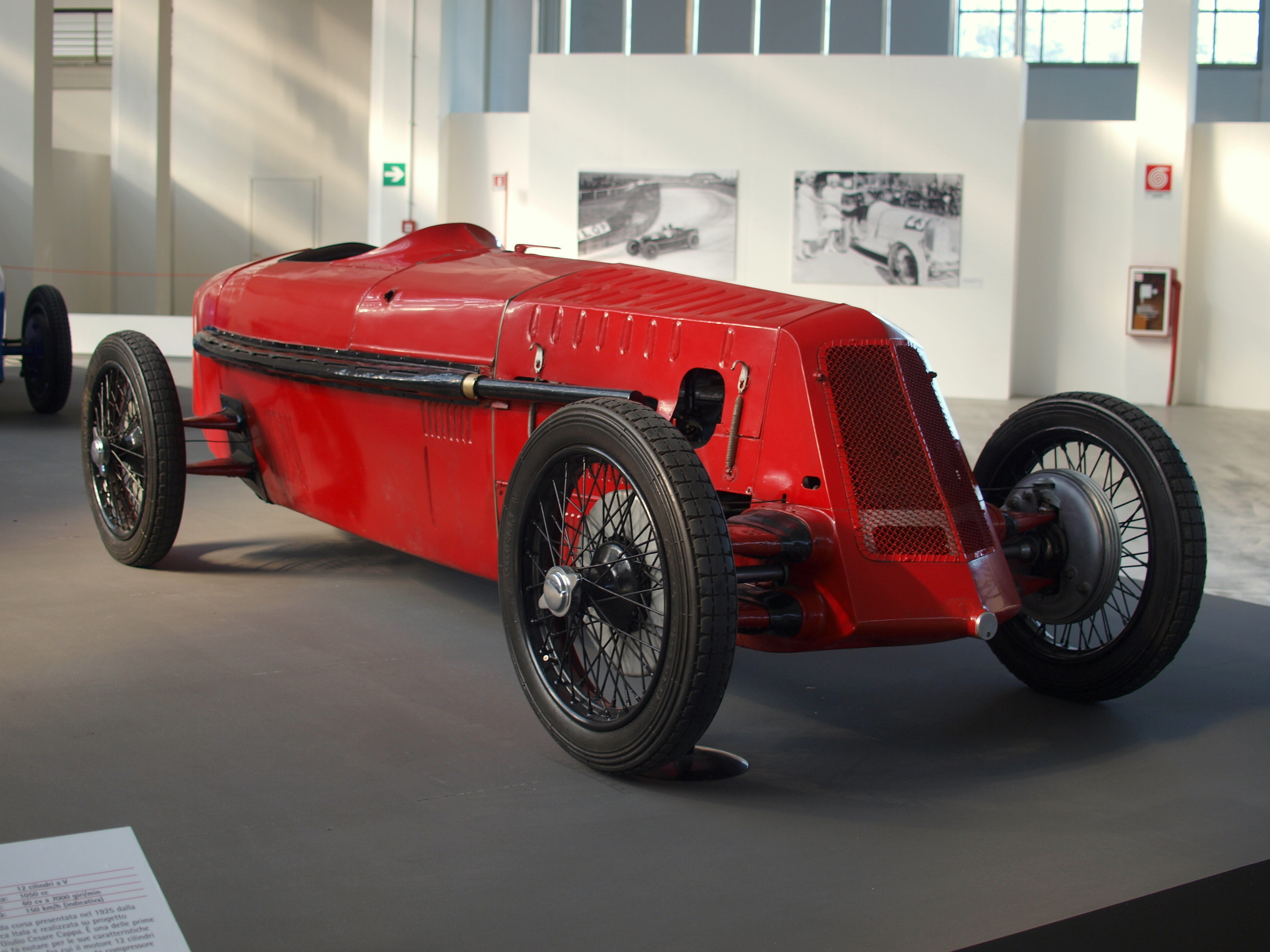
Itala Tipo 11, 1925.
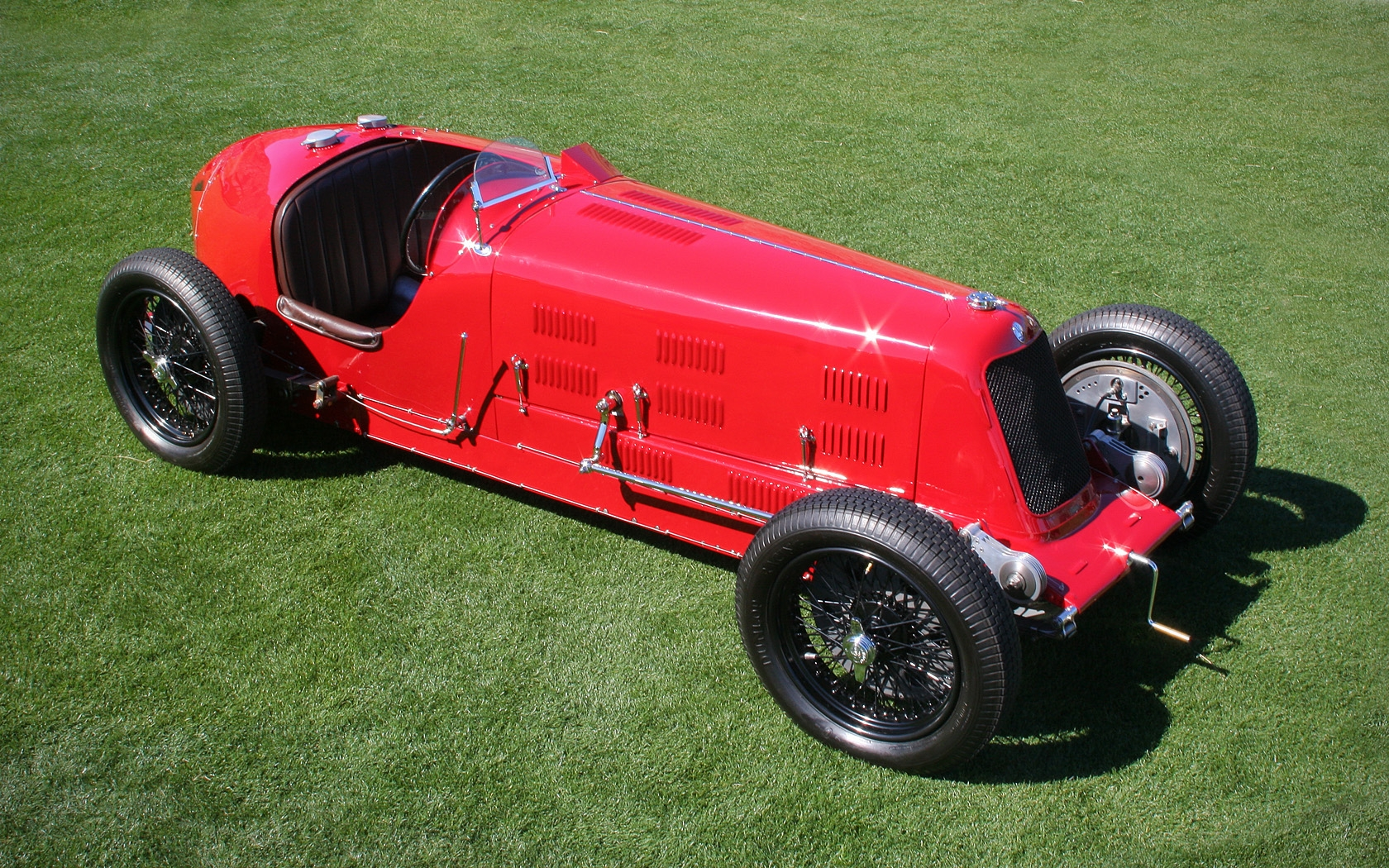
Maserati 8CM, 1933.
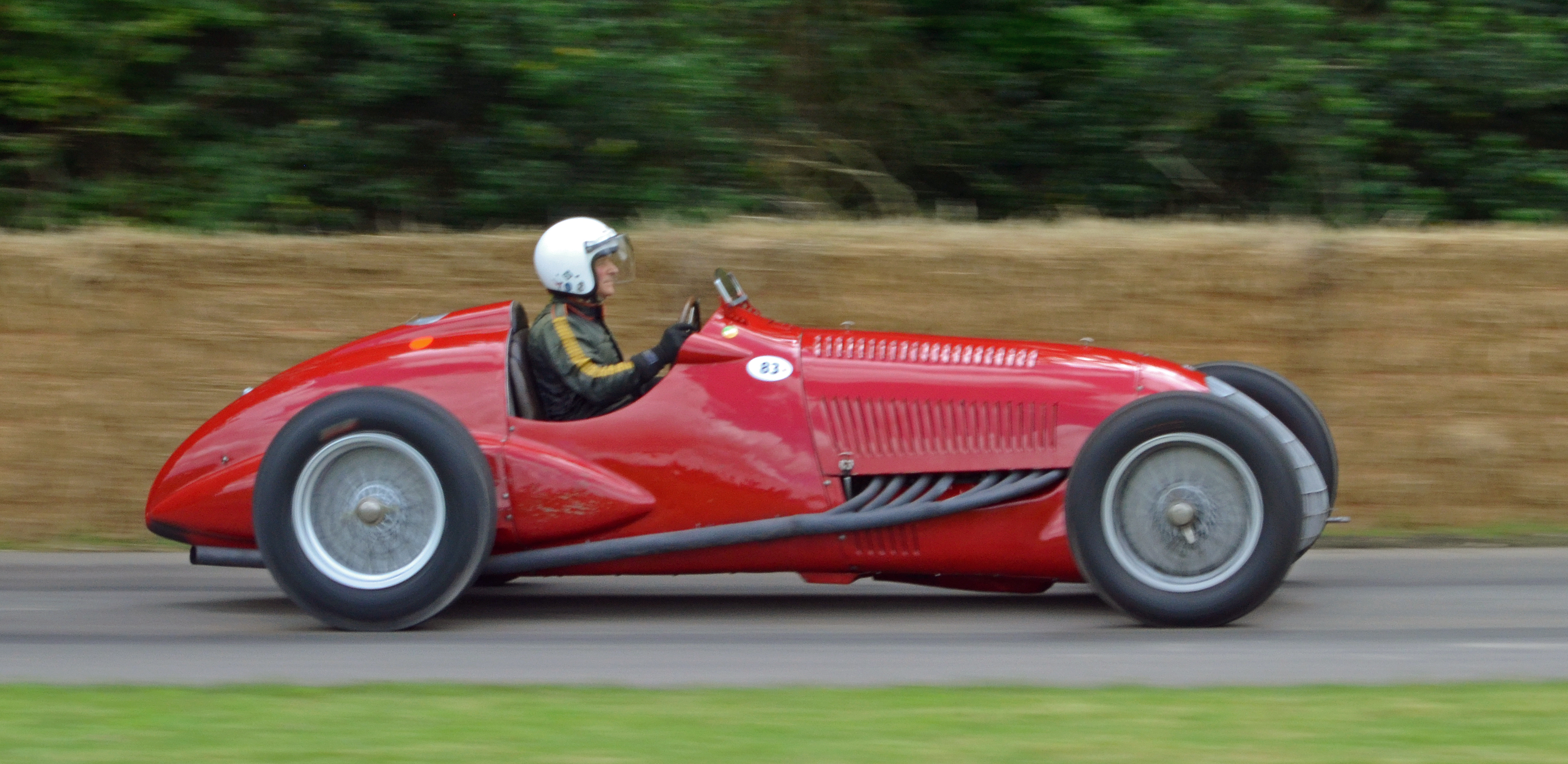
Alfa Romeo Tipo 308, 1938.
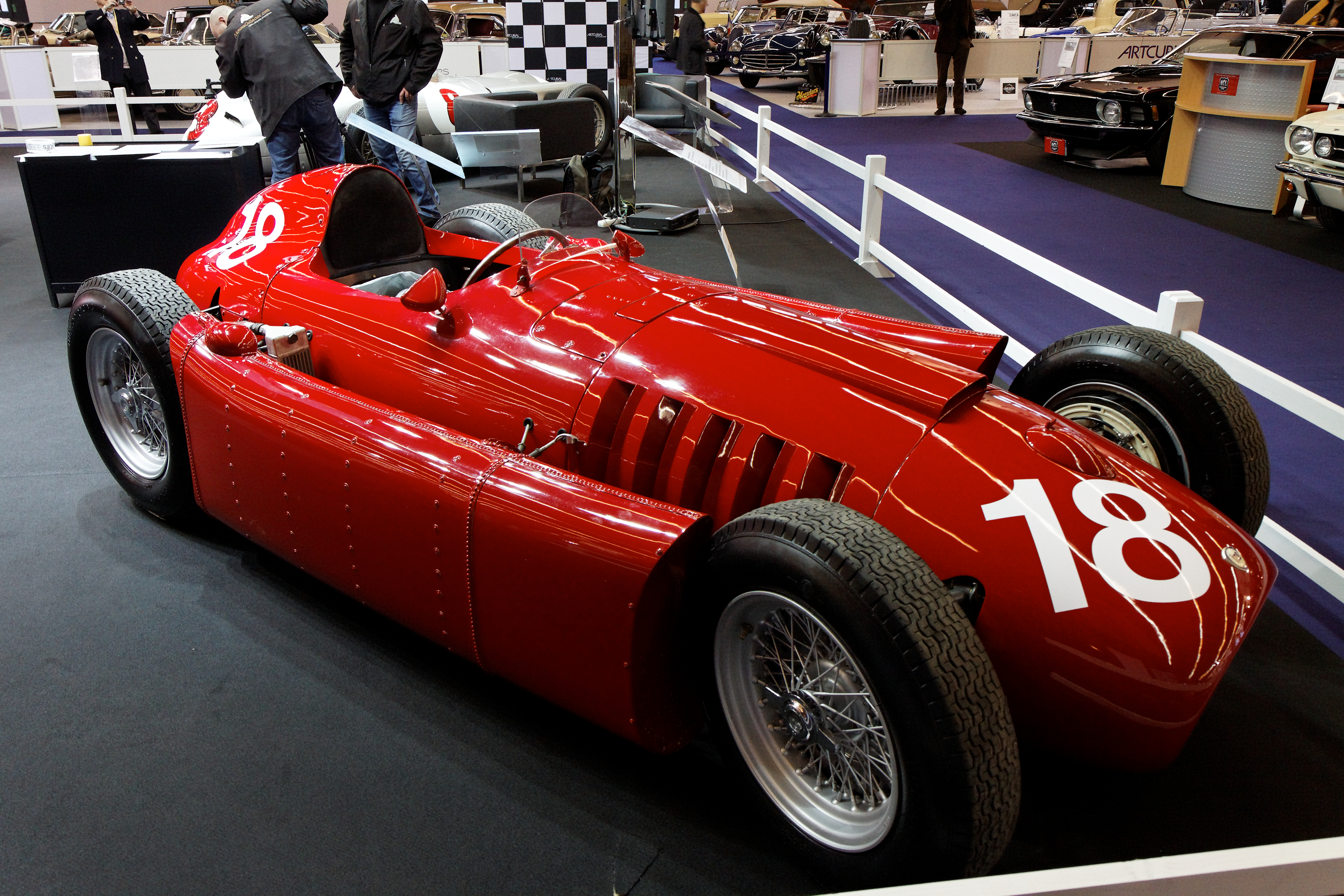
Lancia D50, 1955.
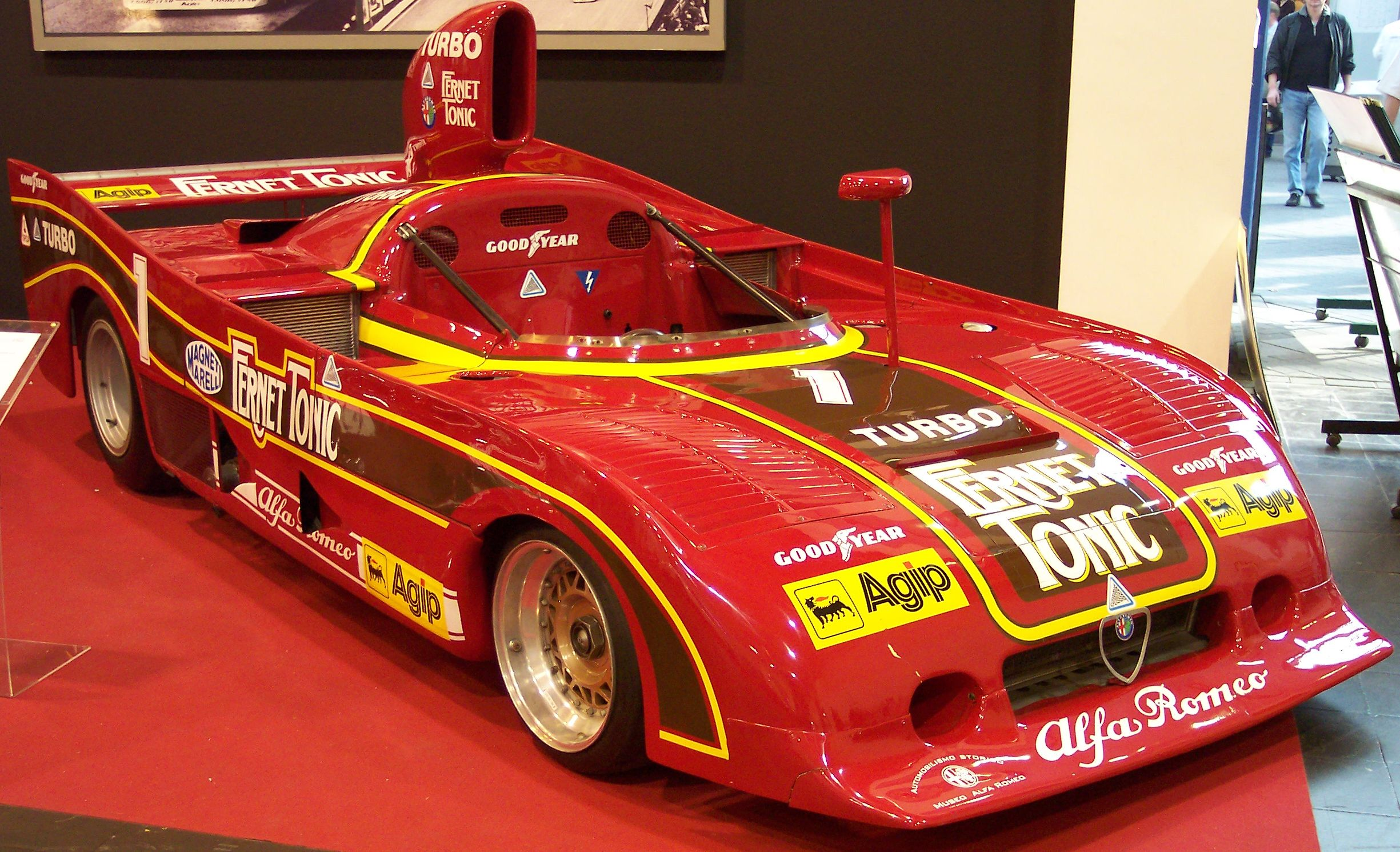
Alfa Romeo Tipo 33 SC 12, 1977.
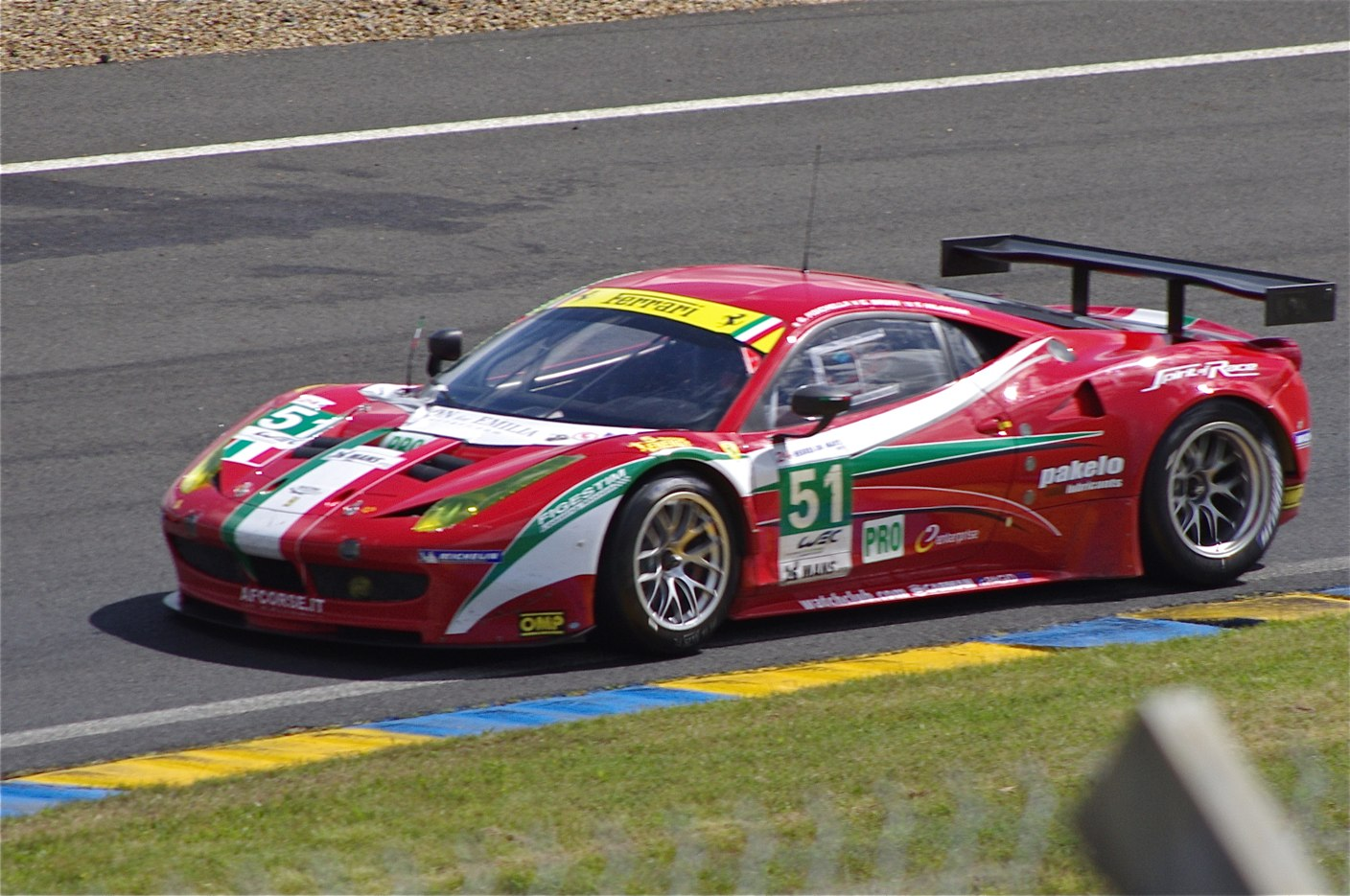
Ferrari 458 Italia GT2, 2012.
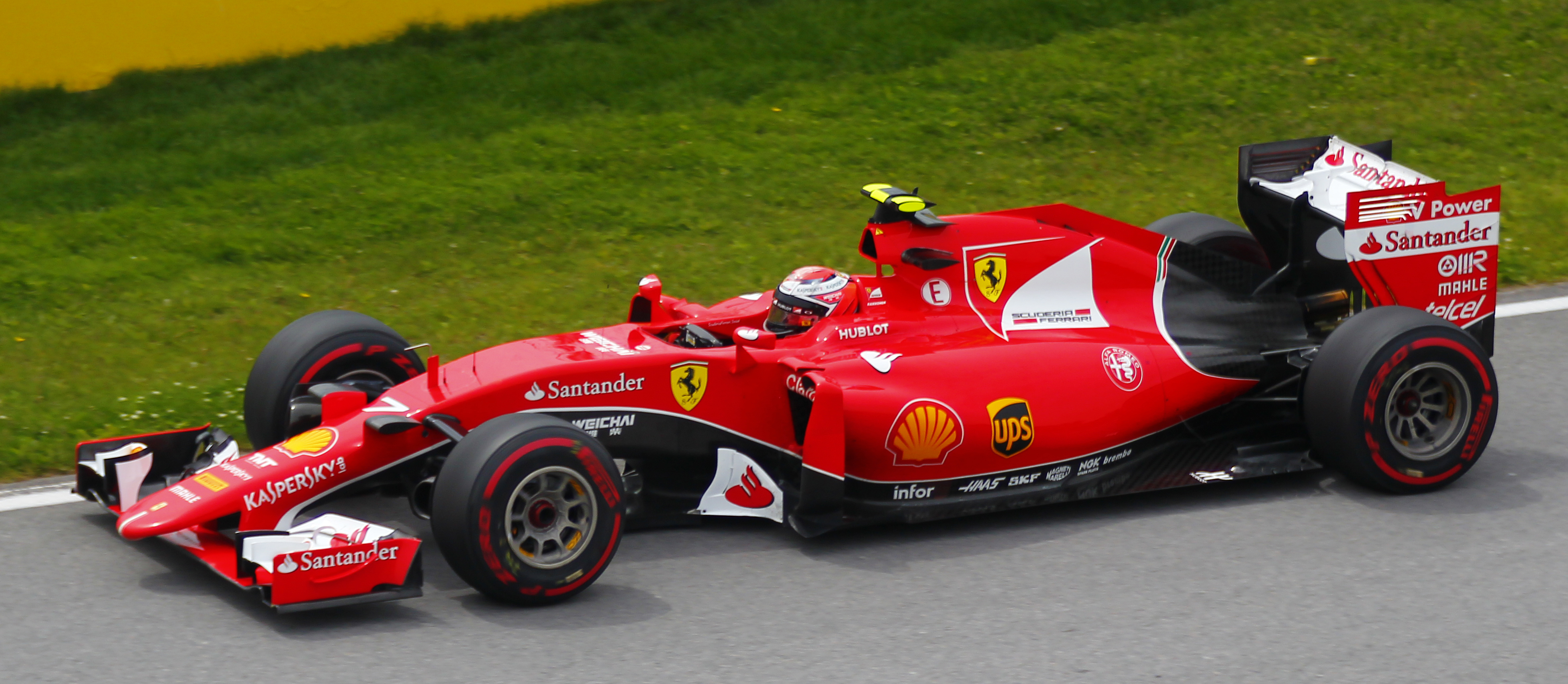
Ferrari SF15-T, 2015.